# Francesco DeVito
Francesco DeVito (Tarento, Apulia, 10 de agosto de 1970) es un actor italiano, conocido por haber hecho el papel de Pedro en la película de 2004, La Pasión de Cristo.

## Filmografía
- I Am David (2003) - Roberto
- La Pasión de Cristo (2004) - Pedro
- El tigre y la nieve (2005) - Valeri
- Goltzius and the Pelican Company (2011)